# Weselitz
Weselitz ist ein Wohnplatz im Ortsteil Falkenwalde der Gemeinde Uckerfelde des Amtes Gramzow im Landkreis Uckermark in Brandenburg.

## Geographie
Der Ort liegt zehn Kilometer südöstlich von Prenzlau. Die Nachbarorte sind Mattheshöh im Norden, Falkenwalde im Nordosten, Neu-Kleinow im Osten, Lützlow im Südosten, Hohengüstow im Süden, Bertikow im Südwesten sowie Bietikow im Nordwesten.

## Geschichte
Die erste schriftliche Erwähnung des Ortes stammt aus dem Jahr 1321. Darin wurde er unter der heutigen Schreibweise verzeichnet.